# Traidenis litván nagyfejedelem
Traidenis (†1282) Litvánia nagyfejedelme 1269 (vagy 1270) és 1282 között.

## Élete
Traidenis származása ismeretlen. A 16. századi Bychowiec-krónika szerint a polocki Rurikovics-ág  a 12. században Bizáncba száműzött tagjai voltak felmenői között. Litvánia Aukštaitija régiójában volt Kernavė hercege, mielőtt nagyfejedelemmé lett volna.  
Mindaugas király 1263-as meggyilkolása után Litvániában hétéves trónviszály kezdődött, melynek során viszonylag gyorsan váltották egymást a nagyfejedelmek, akiket vagy meggyilkoltak vagy csatában estek el. Svarn 1269-es halála után került Traidenis a trónra ismeretlen körülmények között. Pogány vallású volt és tapasztalt katona.

### A német lovagrendek elleni harca
A Livóniai lovagrend már 1270 telén a litvánokra támadt, a német lovagokra azonban Traidenis februárban a Rigai-öböl jegén, a karusei csatában döntő vereséget mért; elesett a nagymester, Otto von Lutterberg is. Az új nagymester, Andreas von Westfalen bosszút akart állni a litvánokon, de rövidesen őt is megölték. A lovagrend 1272-ben újabb támadást kezdeményezett, 1273-ban pedig az elvben Traidenis fennhatósága alá tartozó területen felépítették Dünaburg várát. A nagyfejedelem 1278-ban megostromolta az erődöt, de négy kőhajítógépe nem bírta lerombolni a várfalat és vissza kellett vonulnia. 1279-ben a német lovagok újabb támadást intéztek Litvánia ellen és egészen Kernavė-ig eljutottak, de az aizkrauklei csatában ismét vereséget szenvedtek és Traidenisszel vívott harcban immár a harmadik nagymester, Ernst von Rassburg is elesett. A lovagok kudarcán felbátorodva, az alávetett zemgalok fellázadtak és szövetségre léptek Traidenisszel. 1281-ben a nagyfejedelem elfoglalta Jersika várát, amelyet elcserélt Dinaburggal. A következő évben azonban meghalt és a zemgalok lázadása támogatás híján elhalt.     

### Halicsi és lengyel kapcsolatai

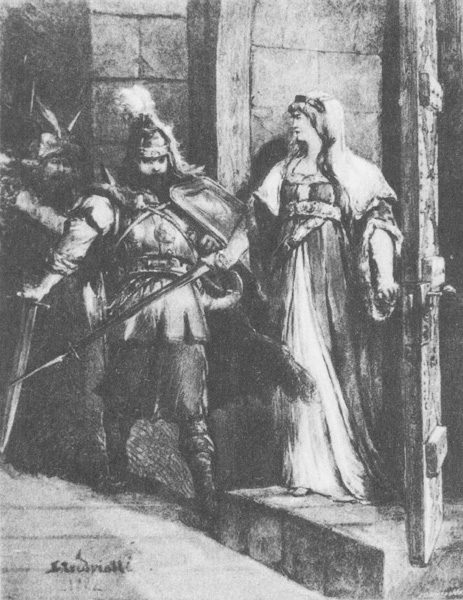
Traidenis találkozás Anna hercegnővel (Mykolas Elvyras Andriolis rajza, 19. sz.)

A halics-volhíniai fejedelemséggel feszült volt a viszonya, többek között, mert a halicsi herceg Svarnt követte a litván trónon. 1274-ben nyílt ellenségeskedés tört ki a tatár segédcsapatok által is támogatott rutén fejedelemséggel. A litvánok sikeresen megvédték a korábban elfoglalt szláv Fekete Ruténiát (Navahrudak, Hrodna, Szlonim és egyéb városokkal) és két évvel később békét kötöttek. Traidenis Lengyelországba is több alkalommal betört, elsősorban Lublin és Łęczyca környékére; azonban a mazóviai herceggel jó volt a viszonya, lányát, Gaudemundát is II. Boleszláv herceghez adta feleségül. Maciej Stryjkowski 16. századi lengyel történész szerint Traidenis is feleségül vette Anna mazóviai hercegnőt.
Traidenis 1282-ben halt meg, állítólag természetes halállal. A 16. századi A litván és szamogit nagyfejedelemség krónikája azonban azt írja, hogy fivére, Daumantas hat orgyilkossal megölette, hogy maga ülhessen a trónra.

## Fordítás
- Ez a szócikk részben vagy egészben  a   Traidenis című angol Wikipédia-szócikk fordításán alapul.  Az eredeti cikk szerkesztőit annak laptörténete sorolja fel. Ez a jelzés csupán a megfogalmazás eredetét és a szerzői jogokat jelzi, nem szolgál a cikkben szereplő információk forrásmegjelöléseként.